# Красносілка (заказник)
Красносілка — ботанічний заказник місцевого значення. Об'єкт розташований на території Овруцького району Житомирської області, Овруцький р-н, ДП «Словечанське ЛГ», Трохинське лісництво, кв. 2.
Площа — 120 га, статус отриманий у 1982 році.